# Aleuroplatus cockerelli
Aleuroplatus cockerelli is een halfvleugelig insect uit de familie witte vliegen (Aleyrodidae), onderfamilie Aleyrodinae.
De wetenschappelijke naam van deze soort is voor het eerst geldig gepubliceerd door von Ihering in 1897.